# 市民公园 (那不勒斯)

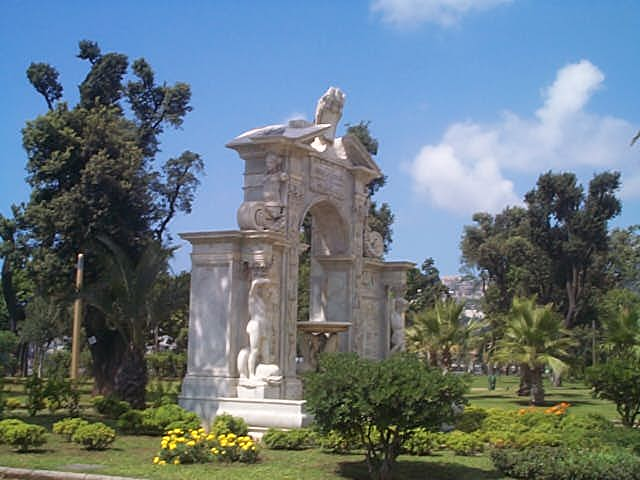
那不勒斯市民公园内的一个喷泉

市民公园（Villa Comunale）是意大利南部城市那不勒斯最著名的公园。它是由费迪南多四世（后来成为兩西西里王國的第一任国王费迪南多一世）建于18世纪80年代。
市民公园原名“皇家花园”，保留给王室成员，只在特殊节假日向市民开放。1869年意大利统一后市民公园开放给广大市民。
40°49′58.8″N 14°13′56.0″E / 40.833000°N 14.232222°E
Template:那不勒斯地标